# Beppie Nooij sr.
Elisabeth (Beppie) Nooij-Blaaser (Amsterdam, 2 mei 1893 – Zeist, 16 augustus 1976) was een Nederlands toneelspeelster.
Zij was een tante van Jan Blaaser en de dochter van de toneelspeler J.D. Blaaser. Beppie Nooij sr. speelde het grootste deel van haar leven (ongeveer zestig jaar lang) bij het Amsterdams Volkstoneel, dat eerst geleid werd door haar man Jan Nooij en vanaf 1953 door haar dochter Beppie Nooij jr. In 1972 nam zij afscheid van het toneel met haar glansrol Kniertje in Op hoop van zegen van Heijermans. In 1970 eerde de stad Amsterdam haar met de Albert van Dalsumprijs.
Beppie Nooij ligt begraven op de Amsterdamse begraafplaats Zorgvlied.